# Karabiner 98k
La Karabiner 98 kurz ou Karabiner 98k (en abrégé K98k et improprement K98 ou Kar98k) est une carabine à verrou allemande chambrée en 7,92 × 57 mm et conçue par Mauser Waffenfabrik. Elle fut adoptée le 21 juin 1935 comme arme de service par la Wehrmacht. Ce fut l'arme standard la plus commune des troupes à pied de toutes les branches de la Wehrmacht et de la Waffen-SS, devant les Sturmgewehr, MP 40, Gewehr 43 et autres Gewehr 41. Plus de 15 millions d'unités furent produites jusqu'en 1945. Elle est l'évolution du G98 (Gewehr 98) utilisé pendant la Première Guerre mondiale. Mais elle  est surtout un dérivé direct de la carabine 98a, utilisée par la cavalerie et les stosstruppen durant le 1er conflit mondial.

## Premières études
Pendant la Première Guerre mondiale, l'armée allemande se rend compte que le Mauser 98 est long et encombrant lorsqu'il est utilisé dans les tranchées. À la fin de la guerre, en 1918, l'armée allemande souhaite utiliser une arme à feu dite unique, c'est-à-dire, prévue pour une utilisation de toutes les unités : infanterie, cavalerie, artillerie... Le cahier des charges stipule que la future arme devra mesurer 1,1 m de long et pourra être équipée d'une hausse dont la graduation est comprise entre 100 m et 2 000 m. De plus, la K98k devra être en mesure d'utiliser la munition « lourde et pointue » (Ss) du Mauser 98.
De surcroît, pour améliorer la maniabilité de la carabine, il est décidé qu'elle soit équipée d'une culasse à levier coudé, ainsi que d'une bretelle passant par le côté gauche.

## Présentation historique et technique

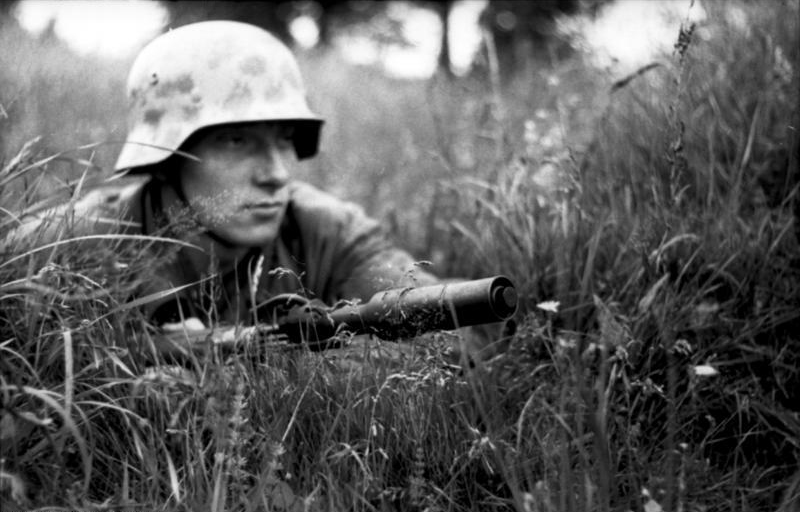
Un soldat allemand avec son Karabiner 98k équipée d'un lance grenade chargé d'une grenade à fusil dans le nord de la France en 1944.

Les militaires allemands définissaient alors une Karabiner comme une carabine dont la bretelle se fixait latéralement. Il s'agit de la version raccourcie, d'un poids inférieur et donc plus maniable, du fusil Mauser modèle 1898 utilisé pendant la Première Guerre mondiale. La K98k se charge au moyen d'une lame-chargeur de cinq cartouches de 7,92 mm Mauser. C'est une arme maniable mais dont le canon reste suffisamment long pour exploiter cette munition puissante (7,92 mm Mauser) .
Pendant la Seconde Guerre mondiale, cette arme était l'équivalent fonctionnel en plus simple et plus rationnel du Springfield M1903 américain, mais était inférieure sur le plan du volume de feu au M1 Garand américain capable de tirer en semi-automatique . L'ajout d'une lunette de tir au K98k (comme la lunette Zielfernrohr39 et la ZF41) permet d'exploiter la précision intrinsèque de l'arme et d'en doter les tireurs d'élite .
Le mécanisme du Mauser 1898 et K98k est le fameux système Mauser. il est très apprécié par les chasseurs et les tireurs sportifs en raison de son excellente précision au tir et pour les multiples calibres proposés par des marques qui reprennent ce système fiable et simple (Parker Hale 1000, 1100, 1200…). La production de cette carabine a été telle que l'on trouve encore aujourd'hui des quantités formidables de pièces de rechange neuves d'origine. Le système Mauser est encore de nos jours une marque de qualité et de robustesse.
Un soin tout particulier a été apporté à la simplicité d'entretien de cette arme, dont la plupart des démontages à fin de nettoyage courant peuvent s'effectuer sans outil. La rondelle d'acier sur la crosse était une enclume qui servait à appuyer l'extrémité du ressort de percuteur pour démonter le système de percussion dans sa totalité, pour le nettoyer ou en remplacer des composants.
Le bois utilisé de 1934 à fin 1938-1939 était du noyer massif, puis à la suite du manque de bois de qualité, on recourut au bois de hêtre (ou d'autres) lamellé-collé, la crosse était composée de lamelles de bois collées à chaud. Cette technique lui permettait d'être aussi solide que du bois massif, mais légèrement plus lourd que le noyer. Les exemplaires de début de guerre ont une plaque de couche (pièce métallique en contact avec l'épaule du tireur) plate et vissée en bout de la crosse, les séries suivantes ont une plaque enveloppante (voir photo) pour compenser la relative fragilité des matériaux utilisés et éviter qu'ils ne se fissurent lors de l'utilisation de l'arme comme bélier ou en combat au corps à corps.
Au cours du conflit, la finition des armes déclina progressivement : les pièces fraisées furent embouties et soudées, l'arme se simplifia.
Lors de l'instruction initiale des fantassins de la Wehrmacht, cette arme est surnommée "la fiancée".

## Caractéristiques
- Calibre : 8 × 57 IS ou JS également appelé « 7,92 mm Mauser » ou « 8 mm × 57 mm » (ne pas mettre de 8 x 57 JRS à bourrelet). Il a existé de petites séries de K98k en calibre 7,92 kurz (7,92x33) fabriquées en fin de guerre et qui comportent sur le boitier le calibre. Sans doute des exemplaires destinés aux milices de défense des villes et enrôlées de force, n'ayant "besoin" d'une arme qu'un très court temps.
- Longueur : 110 cm
- Longueur du canon : 59,94 cmLa K98k indissociable du soldat allemand de la Seconde Guerre mondiale.

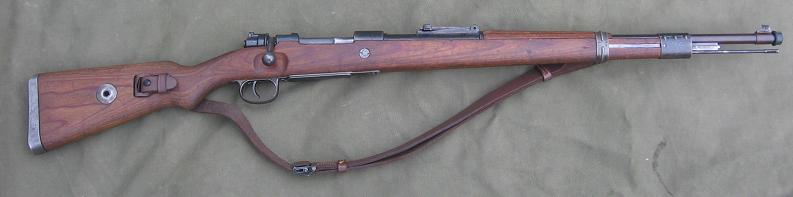
La K98k indissociable du soldat allemand de la Seconde Guerre mondiale.

- Poids : 3,92 kg (crosse en noyer) ou 4,2 kg (crosse en lamellé-collé)
- Magasin : interne, rechargement à l'unité ou par clip
- Capacité : cinq coups
- Cadence de tir : approximativement 15 coups par minute
- Hausse à curseur tangentielle graduée de 100 à 2 000 mètres
- Portée pratique, avec la hausse : 300 m, avec lunette : 400 à 500 mètres voire plus dans des conditions exceptionnelles

## Variantes
- Version Kriegsmodell de fin de guerre, destinée à faciliter la production, en supprimant le porte baïonnette et en remplaçant la rondelle de démontage de percuteur de la crosse par un trou dans la plaque de couche
- Le VG-5 ou VK-98, consistaient du dernier effort de produire des fusils tout à la fin de la guerre. Ces versions très rares consistent d'un système Mauser, d'une crosse très simple et d'une hausse fixe.G33/40

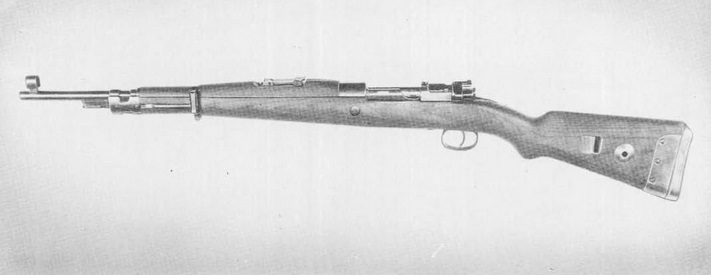
G33/40

- Versions raccourcies pliables (Klappschaft) expérimentées pour les troupes aéroportées (fallschirmmjäger).
- Gewehr 33/40, fabriqué originellement par la manufacture de Brno en Tchécoslovaquie. Cette version raccourcie fut distribuée aux unités de chasseurs de montagne, parachutistes et sur véhicules. Il est perfectionné durant le conflit pour être standardisé sur la K98k. La principale différence visible, outre la longueur (995 mm), est l'ajout d'une plaque métallique sur la crosse[4].

Les exemplaires pour tireurs d'élite (scharfschüztzen) ne sont pas à proprement parler des versions, mais des modèles standards sélectionnés en usine pour leurs qualités balistiques. Ils étaient dotés de lunettes télescopiques ZF39 ou ZF42 qui nécessitaient toutefois un usinage secondaire pour les adapter. Environ 132 000 de ces fusils de précision furent produits[réf. souhaitée].

## Utilisateurs militaires entre 1939 et 1945
Le fusil principal de la Wehrmacht fut aussi fourni aux armées des pays suivants : l'Etat indépendant de  Croatie, la Finlande et au sein des différents mouvements de résistance européens (Française, Belge etc) comme récupération ou prise de guerre.

## Utilisation après guerre
On le retrouve après guerre en Yougoslavie : matériel confisqué aux Allemands, le fusil est alors repoinçonné aux armoiries du pays. (Yougoslavie : épis de blé, référence au régime communiste en place à l'époque). Durant les années 1990, les K98k yougoslaves ont été utilisées par toutes les factions durant le conflit des Balkans. On rencontre beaucoup de photographies montrant des soldats ou des tireurs d'élite utilisant la K98k à Sarajevo.

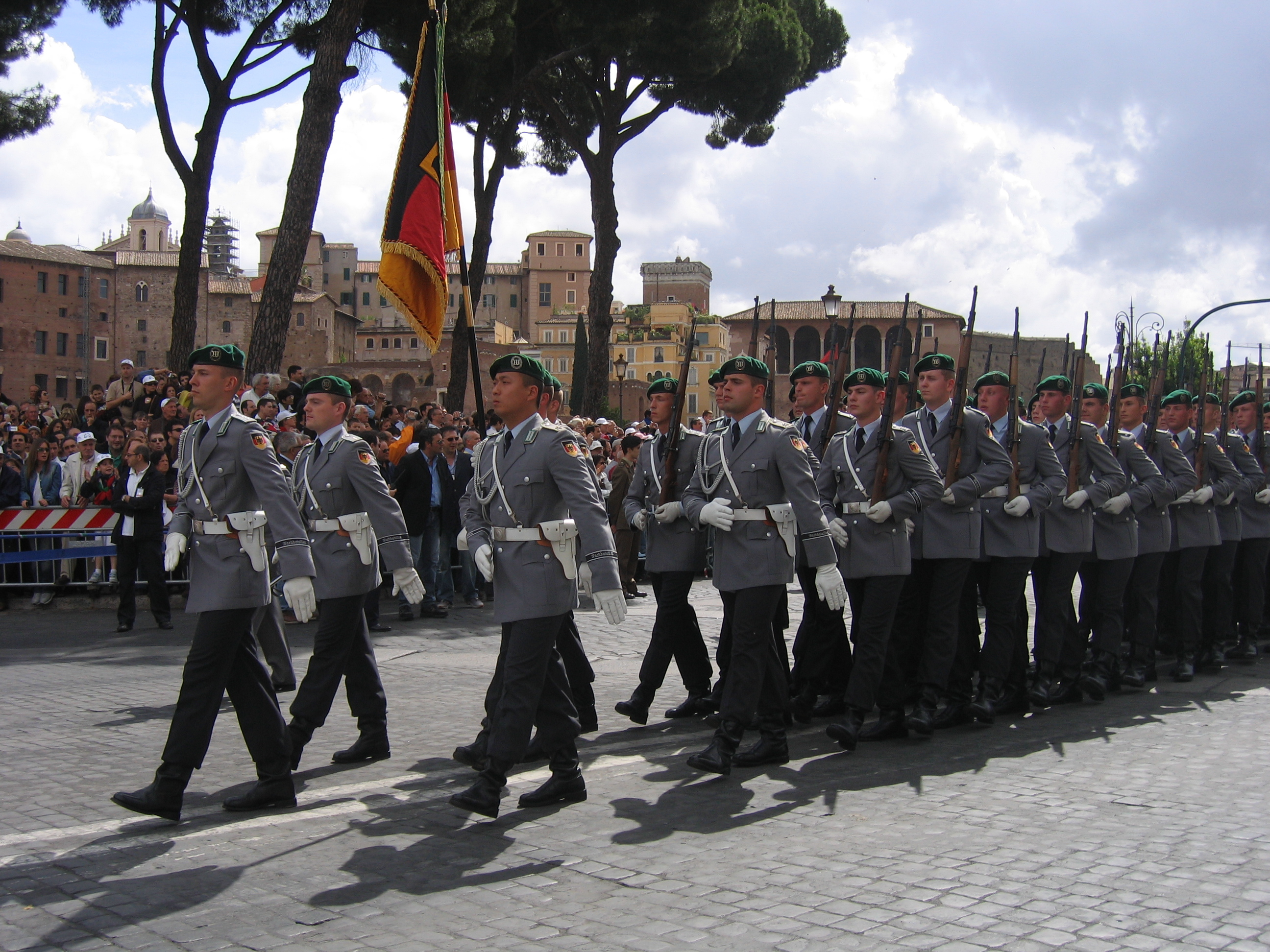
Bataillon de la Garde de la Bundeswehr, 2007.

Un certain nombre de K98k (ainsi que des MP 40, MG 34, MG 42) furent également achetés à la Tchécoslovaquie en 1948, par la commission d'achat israélienne (qui se porta également acquéreur d'avions de chasse Avia S 199) afin d'équiper Israël soumise pourtant à l'embargo de l'ONU sur les ventes d'armes. Ces Mauser israéliens sont chambrés en 7,62 (308 nato) et portent ce chiffre marqué sur la crosse. Notons que les marquages nazis et l'étoile de David sont très souvent présents sur ces armes.
L'armée norvégienne fit de même : des Mausers furent chambrés en calibre .30 (30 06 spr, 308 nato) et des marquages nazis et norvégiens figurent également sur l'arme.
L'Armée française utilisa des Mauser K98k de prise (FFI/FFL) et 47 000 fusils neufs (produits par Mauser au titre des dommages de guerre) durant la guerre d'Indochine.
En Algérie, elle affronta aussi le feu de ce type de fusils - souvent des G24(t) avec de faux marquages allemands - aux mains de combattants de l'ALN entre 1954 et 1962.
La Bundeswehr continue d'utiliser des K98k au Wachbattalion pour les cérémonies militaires.
Beaucoup de pays du « Tiers-Monde » possèdent des K98k dans leurs arsenaux et le fusil semble avoir encore de nombreuses années de service devant lui. Les soldats américains en ont notamment capturé un certain nombre en Irak ainsi que des carabines russes Mosin Nagant.
Ainsi, plusieurs milliers de K98k ont été livrés à des mouvements révolutionnaires africains comme le MPLA angolais ou le FRELIMO mozambicain par l'Allemagne de l'Est à la fin des années 1960. Ces fusils provenaient des stocks  de la Wehrmacht . Ces armes furent graduellement remplacées par des fusils d'assaut Kalachnikov.

## La K98k aujourd'hui

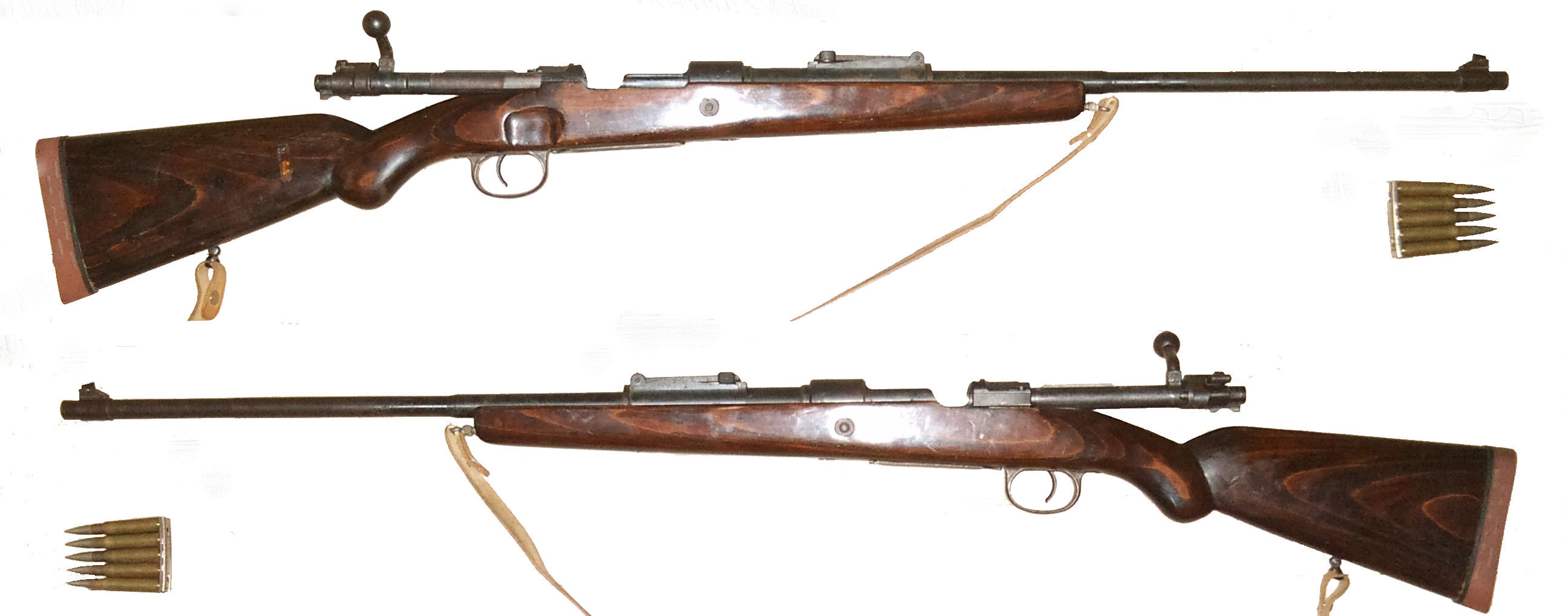
K98k adapté pour la chasse.

Le Mauser Karabiner 98 kurz est encore utilisé actuellement pour la chasse. Le calibre d'origine, 8 × 57 JS, est passé en catégorie C, et la K98k est donc disponible en calibre d'origine sous simple régime de déclaration. Cependant, il reste encore un grand nombre de fusils K98k rechambrés en 8 × 60 s et 8 × 64 s pour les besoins de l'ancienne législation. Il est toujours d’actualité dans de nombreux pays. On retrouve aussi une version « à blanc »  permettant le tir de cartouches de 8 mm à blanc. La carabine est neutralisée selon la norme du Banc d'Epreuve de Saint-Étienne, seul autorisé par l'État à neutraliser ou transformer les armes officiellement. Le canon est bouché et une douille adaptatrice est utilisée pour maintenir la cartouche à blanc dans la chambre de tir.
La K98k est très populaire  aujourd'hui parmi les tireurs sportifs et les collectionneurs du monde entier du fait de l'intérêt historique et de sa grande qualité de fabrication.
On trouve désormais des K98k capturées par les Soviétiques durant la Seconde Guerre mondiale et reconditionnées dans les arsenaux sur le marché (souvent rebronzées et renumérotées au stylo électrique sur le boitier et la culasse). Elles sont très populaires, notamment aux États-Unis, du fait de leur histoire.

## Production durant la Seconde Guerre mondiale

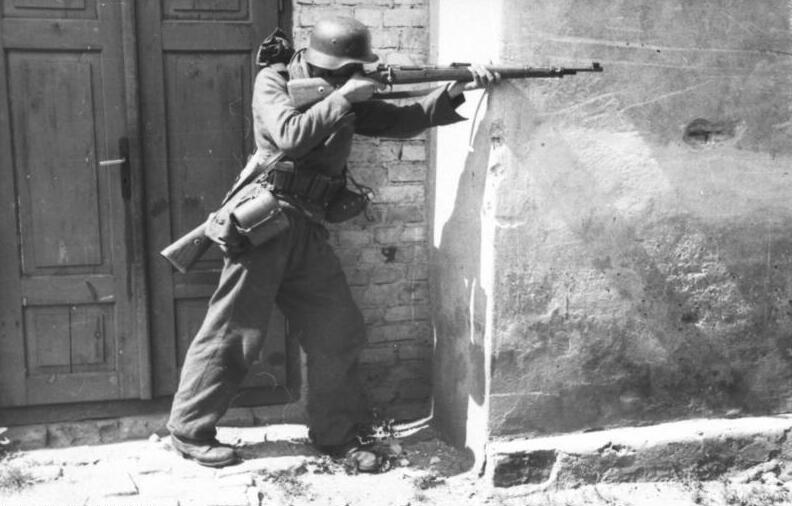
Un soldat allemand avec son Karabiner 98k en 1944.

Liste des fabricants de Mauser K98k avec leurs codes (marquages sur le tonnerre de l'arme) :
- 1934
  - Mauser, Oberndorf - S/42K .
  - J.P Sauer, Suhl - S/147K

- 1935
  - Mauser, Oberndorf - S/42G .
  - J.P Sauer - S/147G ERMA - S/27G

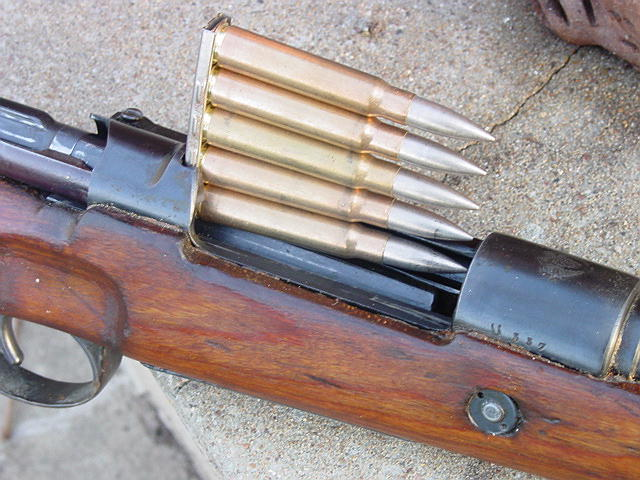
K98k sur sa lame-chargeur avec 5 cartouches prêtes à être insérées.

  - Mauser, Borsigwalde - S/243G

- 1936
  - Mauser, Oberndorf - S/42
  - J. P. Sauer - S/147
  - ERMA - S/27
  - Mauser, Borsigwalde - S/243
  - Berlin-Lubecker - S/237

- K98k sur sa lame-chargeur avec 5 cartouches prêtes à être insérées. 1937
  - Mauser, Oberndorf - S/42, 1937
  - J. P. Sauer - S/147, 1937
  - ERMA - S/27, 1937
  - Mauser, Borsigwalde - S/243, 1937
  - Berlin-Lubecker - S/237, 1937
  - Berlin-Suhler-Waffen (BSW) - BSW, date 1937

- 1938

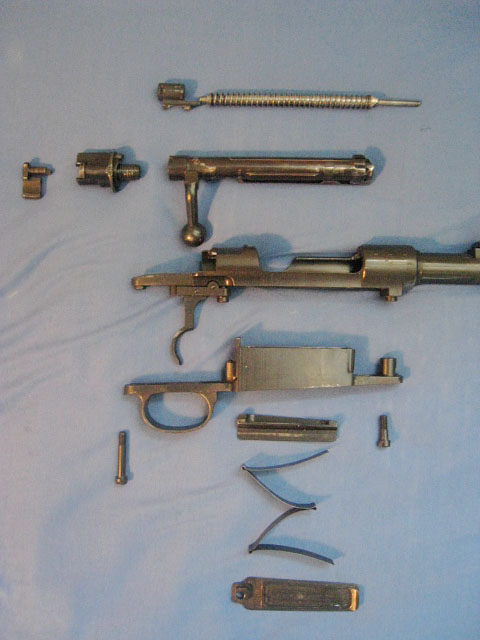
Culasse démontée du K98k.

  - Culasse démontée du K98k.Mauser, Oberndorf - S/42 1938, ou bien "42" 1938.
  - J. P. Sauer - S/147 1938, ou bien "147" 1938
  - ERMA - S/27, 1938, ou bien "27" 1938
  - Mauser, Borsigwalde - S/243 1938, ou bien "243" 1938
  - Berlin-Lubecker - S/237 1938, ou bien "237" 1938
  - Berlin-Sühler-Waffen - BSW 1938

- 1939

- - Mauser, Oberndorf - "42" 1939
  - J. P. Sauer - "147" 1939 ou bien sans date ni code.
  - ERMA - "27" 1939
  - Mauser, Borsigwalde - "243" 1939
  - Berlin-Lubecker - "237" 1939
  - Berlin-Sühler-Waffen - BSW 1939,
  - Steyr - Daimler, Steyr - "660" 1939

- 1940Comparaison de différentes versions ; le modèle du haut porte un Schiessbecher lance-grenades.
  - Mauser, Oberndorf - "42" 1940
  - J. P. Sauer - "147" 1940

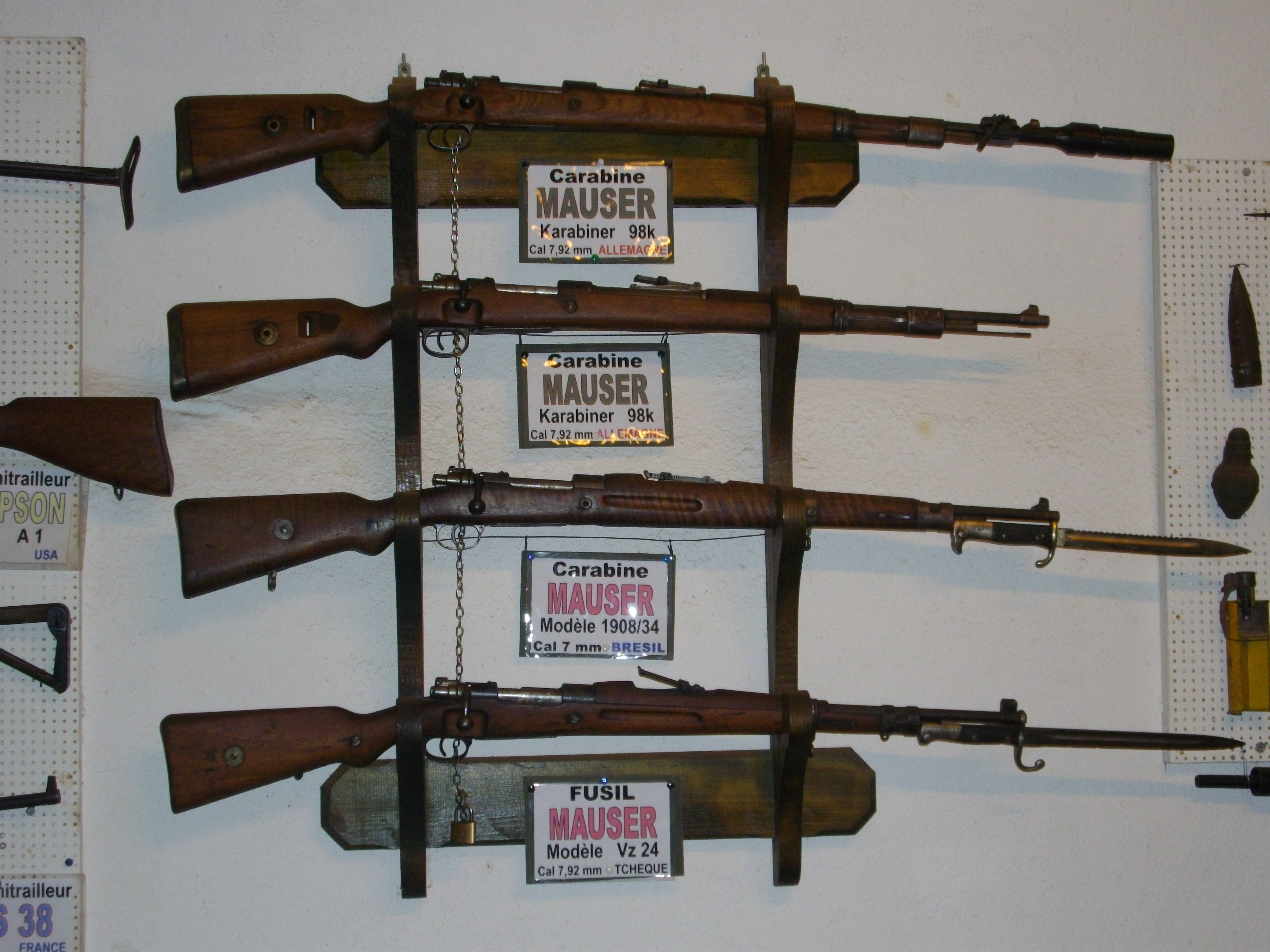
Comparaison de différentes versions ; le modèle du haut porte un Schiessbecher lance-grenades.

  - ERMA - "27" 1940, and also "ax" 1940
  - Mauser, Borsigwalde - "243" 1940
  - Berlin-Lubecker - "237" 1940, ou bien "duv" 40.
  - Gustloffwerke - "337" 1940 Steyr - "660" 1940, ou bien "bnz" 40.

- 1941

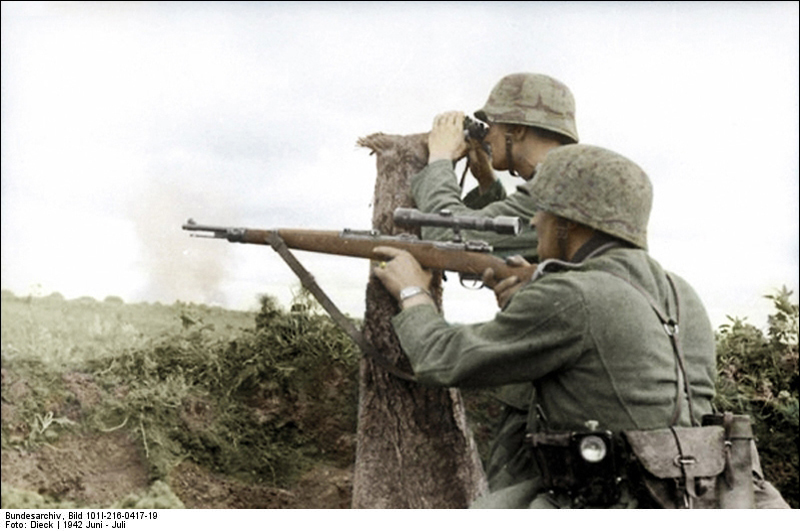
Tireur d'élite avec son karabiner pourvue d'une lunette.

  - Mauser, Oberndorf - "byf" 41.
  - J. P. Sauer - "ce" 41
  - ERMA - "ax" 41
  - Mauser, Borsigwalde - "ar" 41
  - Berlin-Lubecker - "duv" 41
  - Gustloffwerke - "bcd" 41
  - Steyr - "bnz" 41

- 1942
  - Vue haute du mécanisme sur un fusil capturé par les Russes après-guerre qui auraient appliqué du stylo électrique pendant la remise à neuf pendant les années cinquante[pas clair].Mauser, Oberndorf - "byf" 42
  - J.P. Sauer - "ce" 42
  - Mauser, Borsigwalde - "ar" 42
  - Berlin-Lubecker - "duv" 42
  - Gustloffwerke - "bcd" 42
  - Steyr - "bnz" 42

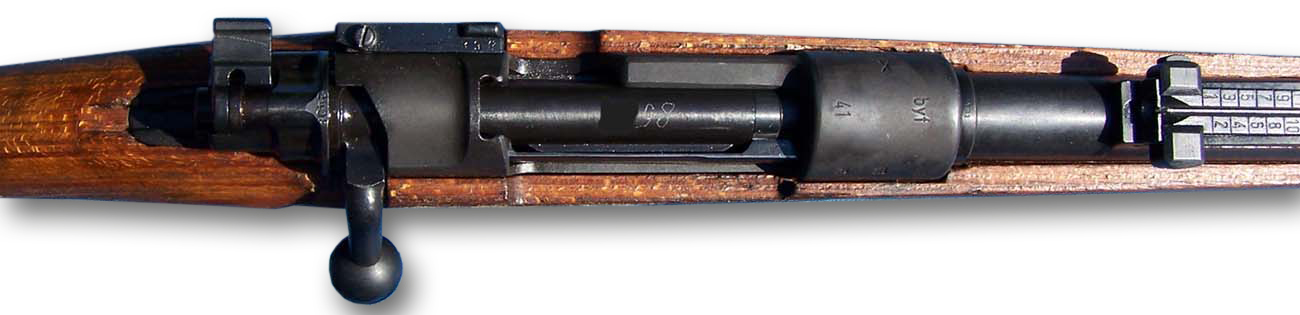
Vue haute du mécanisme sur un fusil capturé par les Russes après-guerre.

  - Waffen Werke Brunn, Bystrica - "dou" 42

- 1943
  - Mauser, Oberndorf - "byf" 43
  - J. P. Sauer - "ce" 43
  - Mauser, Borsigwalde - "ar" 43
  - Gustloffwerke - "bcd" 43
  - Steyr - "bnz" 43
  - Waffen Werke Brunn, Bystrica - "dou" 43
  - Waffen Werke Brunn, Brunn - "dot" 43

- Tireur d'élite avec son karabiner pourvue d'une lunette.1944
  - Mauser, Oberndorf - "byf" 44, ou "135"
  - J. P. Sauer - "ce" 44
  - Mauser, Borsigwalde - "ar" 44
  - Gustloffwerke - "bcd" 4
  - Steyr - "bnz" 44 ou "bnz" 4 *
  - Waffen Werke, Brunn, Bystrica - "dou" 44 *
  - Waffen Werke, Brunn, Brunn - "dot" 1944

- 1945
  - Mauser, Oberndorf - "byf" 45
  - Mauser, Oberndorf - "svw" 45
  - Mauser, Oberndorf - "svw" MB
  - Gustloffwerke - "bcd" 45
  - Steyr - "bnz" 45
  - Waffen Werke Brunn, Bystrica - "dou" 45
  - Waffen Werke Brunn, Brunn - "swp" 45
  - Waffen Werke Brunn, "Brno" "dot" 45 (rare)